# Begoña Vargas
Begoña Vargas López (* 18. prosince 1999 Madrid) je španělská herečka a tanečnice.

## Život
Narodila se 18. prosince 1999 v Madridu. V deseti letech začala studovat na taneční škole v Loeches a poté se začala věnovat i herectví. Zatímco debutovala hostující rolí v Centro Médico a účinkovala v Paquita Salas, získala úspěch za svou roli v televizním seriálu La otra mirada. Následně získala hlavní roli v seriálech Boca Norte a Alta mar a debutovala rolí v celovečerním hororovém filmu Malasaña 32. V roce 2020 se připojila k obsazení filmu Las leyes de la frontera (po boku Marcose Ruize a Chechy Salgada) režiséra Daniela Monzóna a filmu Centauro (po boku Carlose Bardema a Àlexe Monnera) režiséra Daniela Calparsoro. V roce 2021 se připojila k obsazení seriálu Bienvenidos a Edén společnosti Netflix a druhé řady fantasy seriálu Paraíso platformy Movistar+.

## Filmografie

### Film
| Rok  | Název                              | Role    | Poznámky | Ref.   |
| ---- | ---------------------------------- | ------- | -------- | ------ |
| 2020 | Malasaña 32 (32 Malasana Street)   | Amparo  |          | [ 5 ]  |
| 2021 | Las leyes de la frontera (Outlaws) | Tere    |          | [ 4 ]  |
| 2022 | Centauro                           | Natalia |          | [ 11 ] |

### Televize
| Rok             | Název                                          | Role               | Poznámky                              | Ref.   |
| --------------- | ---------------------------------------------- | ------------------ | ------------------------------------- | ------ |
| 2018            | La otra mirada (A Different View)              | Amparo             |                                       | [ 12 ] |
| 2019            | Boca Norte                                     | Andrea             | hlavní role                           | [ 13 ] |
| 2019            | Alta mar (High Seas)                           | Verónica de García | hlavní role                           | [ 14 ] |
| 2022–2023       | Bienvenidos a Edén (Welcome to Eden)           | Bel                | hlavní role                           | [ 15 ] |
| 2022            | Paraíso (Paradise)                             | Evelyn             | hlavní role, představena v druhé řadě | [ 9 ]  |
| 2023–současnost | La casa de papel: Berlín (Money Heist: Berlin) | Cameron            | hlavní role                           | [ 16 ] |

## Ocenění
| Rok  | Ocenění                                | Kategorie                | Dílo    | Výsledek | Ref.   |
| ---- | -------------------------------------- | ------------------------ | ------- | -------- | ------ |
| 2022 | 14th Gaudí Awards                      | Nejlepší herečka         | Outlaws | nominace | [ 17 ] |
| 2022 | 30th Actors and Actresses Union Awards | Nejlepší nová herečka    | Outlaws | nominace | [ 18 ] |
| 2022 | 72nd Fotogramas de Plata               | Nejlepší filmová herečka | Outlaws | nominace | [ 19 ] |